# Víctor Muñoz (voetballer, 2003)
Víctor Muñoz Villanueva (Barcelona, 13 juli 2003) is een Spaans voetballer die onder contract ligt bij  Real Madrid.

## Clubcarrière
Muñoz begon zijn jeugdopleiding bij San Gabriel, waar hij in 2014 werd opgepikt door FC Barcelona. Via CF Damm kwam hij in 2021 terecht bij de jeugdopleiding van Real Madrid. In het seizoen 2022/23 kwam hij uit voor RSC Internacional, een Spaanse vijfdeklasser die vanaf dat seizoen fungeerde als het C-elftal van Real Madrid. Een seizoen later stroomde hij door naar Real Madrid Castilla, het tweede elftal van Real Madrid.
Op 11 mei 2025 maakte hij zijn officiële debuut voor het eerste elftal van Real Madrid: uitgerekend in de competitiewedstrijd tegen FC Barcelona (4-3-nederlaag) liet trainer Carlo Ancelotti hem in de 88e minuut invallen voor Vinícius Júnior.